# Liste des longs métrages honduriens proposés à l'Oscar du meilleur film international
Cet article présente la liste des longs métrages honduriens proposés à l'Oscar du meilleur film international.

## Films proposés par le Honduras
| Année (Cérémonie) | Titre français                  | Titre original                  | Langue(s) | Réalisateur | Résultat  |
| ----------------- | ------------------------------- | ------------------------------- | --------- | --- | --------- |
| 2018 (90e)        | Morazán (gl)                    | Morazán (gl)                    | espagnol  | Hispano Durón | Non nommé |
| 2020 (92e)        | Café con sabor a mi tierra (gl) | Café con sabor a mi tierra (gl) | espagnol  | Carlos Membreño | Non nommé |
| 2021 (93e)        | Días de luz (es)                | Días de luz (es)                | espagnol  | Gloria Carrión Fonseca, Julio López Fernández, Enrique Medrano, Mauro Borges Mora, Enrique Pérez Him et Sergio Ramírez | Non nommé |